# Otta

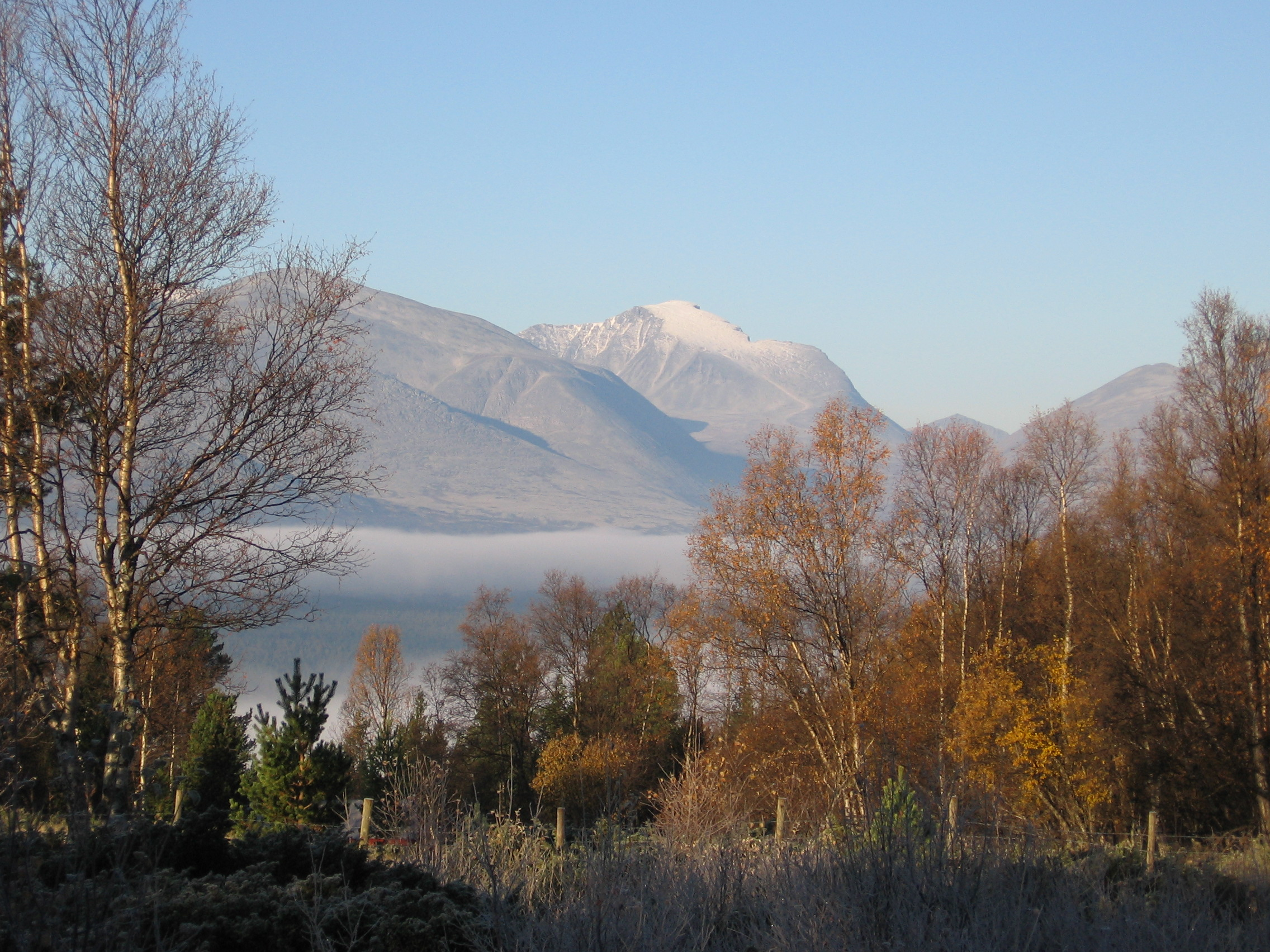
Montanhas nos arredores de Otta

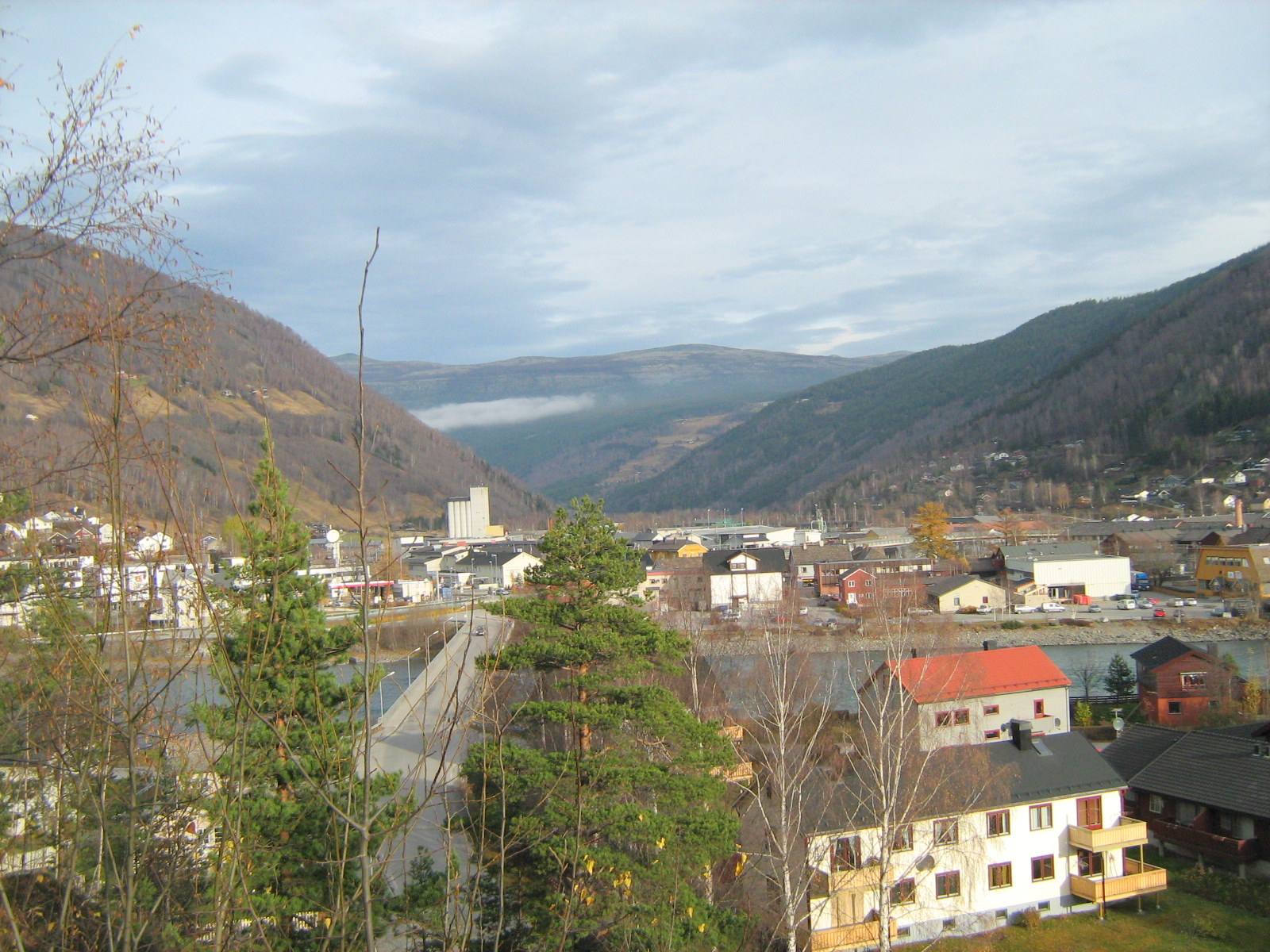
A cidade de Otta

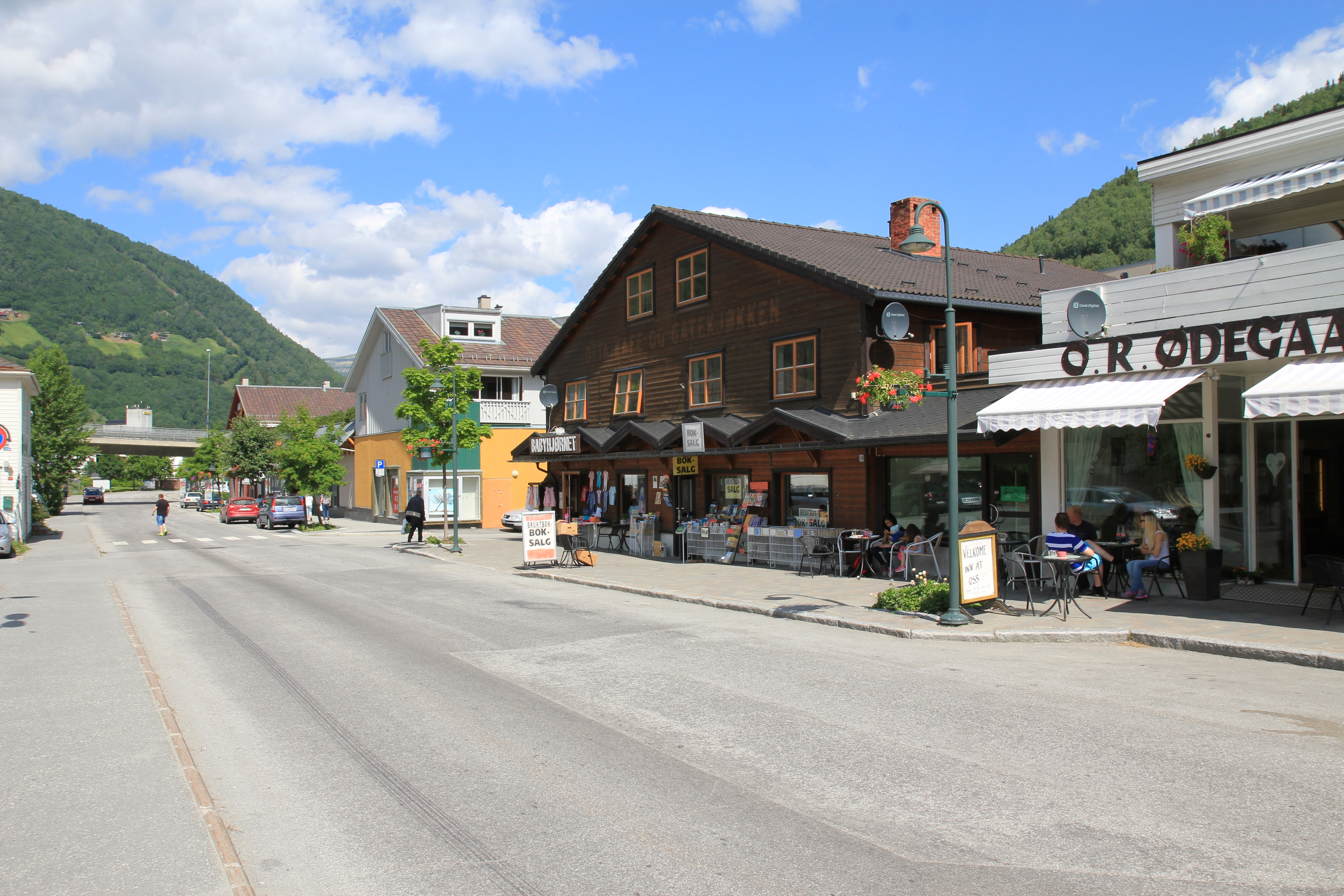
Centro da cidade de Otta

Otta é uma cidade localizada no município de Sel no condado de Oppland na Noruega.

## Nome
A cidade é nomeada pelo Rio Otta.

## Informações gerais
Em 1 de janeiro de 2012, a cidade tinha 1,687 habitantes, tornando a cidade como o maior assentamento no município de Sel, do qual ela é o centro administrativo.
Otta possui uma clínica médica regional.
Os três primeiros níveis de ensino norueguês são cobertos pela "Otta vidaregående skule".